# Kévin Monnet-Paquet
Kévin Monnet-Paquet (Bourgoin-Jallieu, 19 de agosto de 1988) é um futebolista francês que atua como atacante.

## Carreira
Sua estreia ocorreu no ano de 2006, contra o Lorient, entrando no lugar de Jonathan Lacourt. E seu primeiro gol aconteceu na partida contra o Valenciennes, em 2008.

### Interesse da Fiorentina
Em 15 de novembro de 2008, Monnet-Paquet reconheceu que existiam interesses da Fiorentina e outras equipes italianas, mas as negociações não avançaram.

### St Etienne
Desde 2014 esta no elenco do Saint Étienne. Ele é carinhosamente apelidado pela torcida de KMP (inicias de seu nome), TGV (por sua rapidez), e também de Miam-Miam.